# Ghul

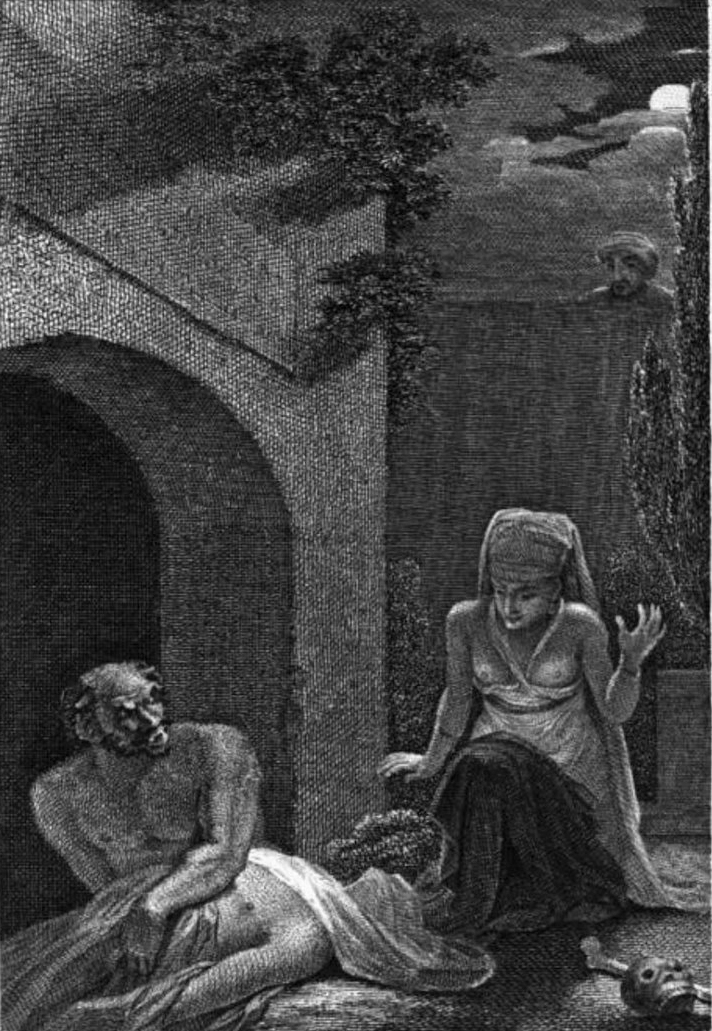
Ghoul widoczny na grafice przedstawiającej scenę z Baśni tysiąca i jednej nocy

Ghul, ghula (arab. ‏غول‎) – w wierzeniach przedmuzułmańskiej Arabii zły duch pustynny (pojawiający się także w innych odosobnionych miejscach, na przykład na cmentarzach), demon, zwykle rodzaju żeńskiego, wywodzący się z arabskiego folkloru. Ghule zwabiały, napadały i zabijały podróżnych (zwykle potem pożerały swoje ofiary) oraz okradały groby z umarłych (w następstwie tego słowo ghoul odnosi się także do ludzi okradających groby). Pojawiały się pod postacią zwierząt (głównie hien), potworów lub wiedźm.
W islamie zaliczono je do kategorii dżinnów, choć teologia islamu uznaje wiarę w ghule za przesąd (Mahomet jednoznacznie potępił ją w hadisach). Według tradycji arabskiej ghule powstały z aniołów, które zbuntowały się przeciwko Bogu i zostały za karę porażone spadającymi gwiazdami. Część potępionych aniołów spłonęła, część wpadła do wody i zamieniła się w krokodyle. Te, które trafiły na ląd, stały się właśnie ghulami. Według innych wierzeń ghule powstały ze związku szatana z kobietą stworzoną z ognia.

## Ghule w fantastyce

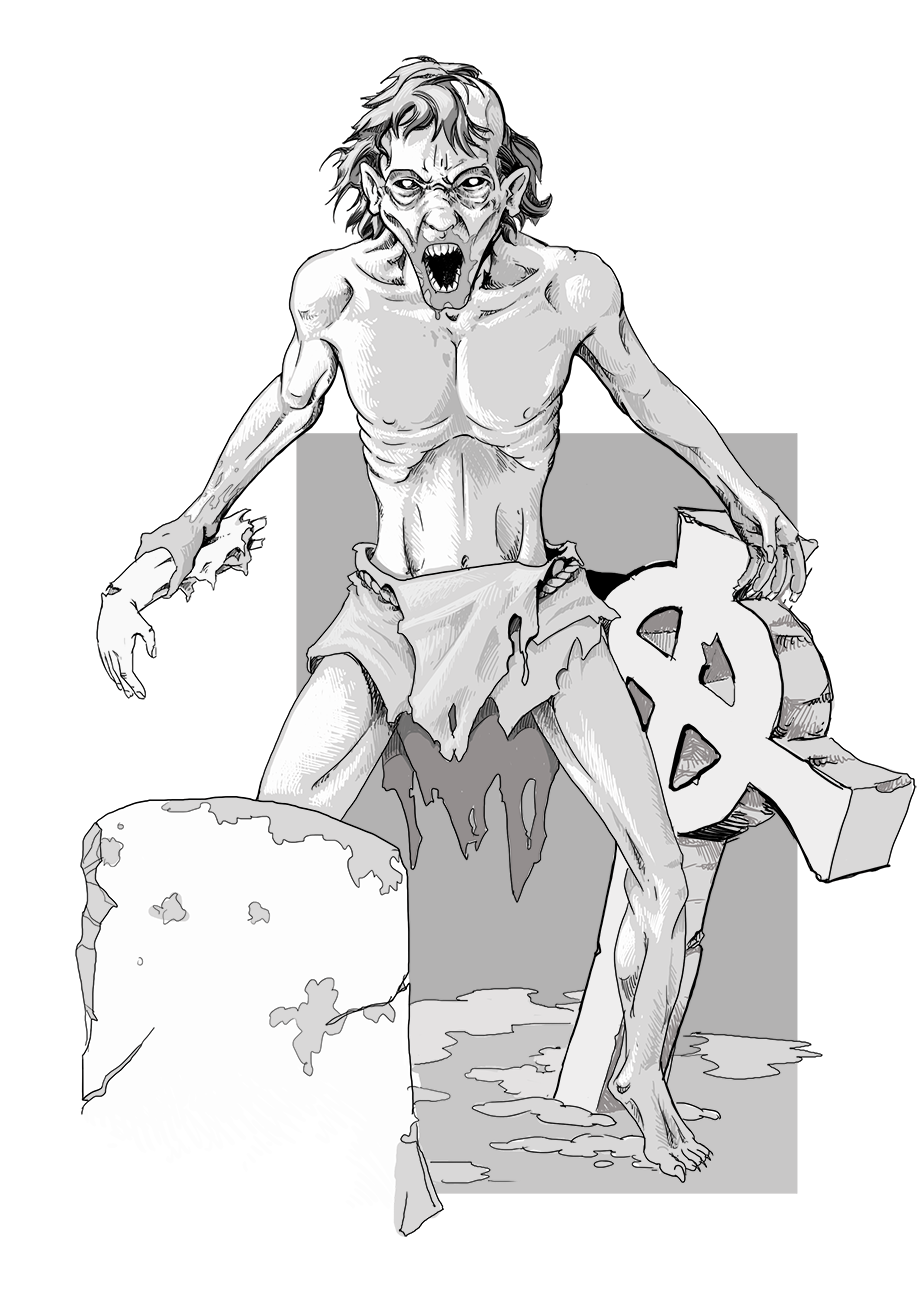
Wyobrażenie ghula z gry Dungeons & Dragons

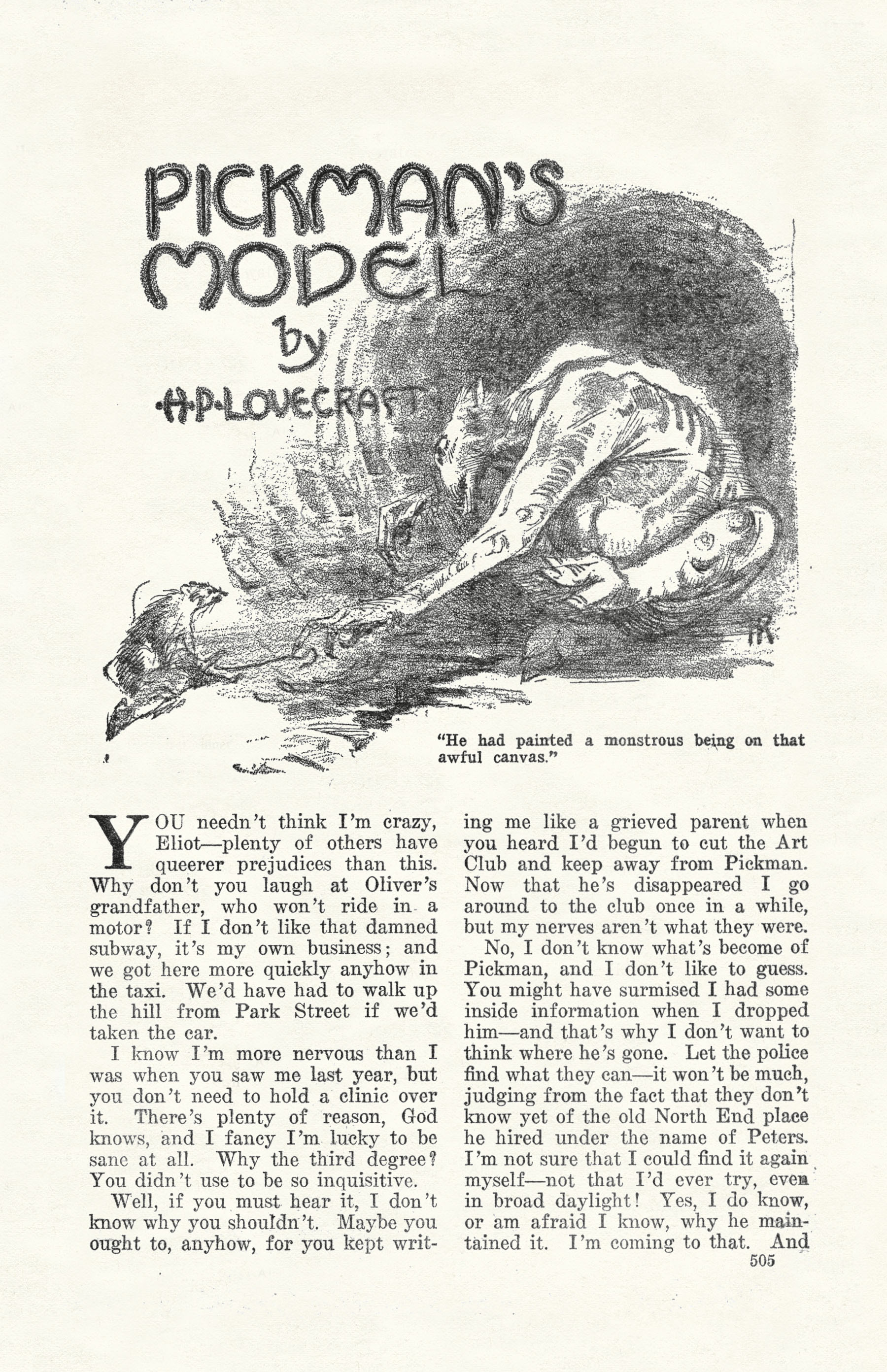
Ghoul widoczny na ilustracji do opowiadania Model Pickmana autorstwa H.P. Lovecrafta

Ghule często występują w grach i literaturze fantastycznej (m.in. w W pół drogi do grobu, Dungeons & Dragons, Warcrafcie, Diablo, serii Fallout, The Elder Scrolls, Planescape: Torment oraz Wiedźminie), gdzie zazwyczaj przedstawiane są jako nieumarłe istoty żywiące się ludzkimi zwłokami, ożywione po śmierci przez czarną magię albo przez zło, którego dokonały za życia. Ghule w większości wyobrażeń są zdeformowanymi humanoidami.
W grze Wiedźmin ghule stanowią jeden z gatunków potworów, należący do gromady trupojadów. W świecie Wiedźmina wszystkie trupojady to istoty przybyłe z innych sfer w czasie tak zwanej Koniunkcji.
W mandze i anime Hellsing ghul jest człowiekiem ugryzionym przez wampira. Zmiana w ghula następowała, jeśli ugryziona osoba nie była dziewicą. Ghule czasami opisywane są jako ludzie, którzy źle przeszli transformację w wampira. Najczęściej są głupie, kierują się chęcią zaspokojenia głodu oraz nie odczuwają emocji ani bólu. Z wyglądu są podobnymi do zombie gnijącymi trupami o szarej skórze. Pełnią rolę służących wampira-pana i wykonują każdy jego rozkaz.
W systemie RPG Wampir: Maskarada ghul to człowiek, który pije krew wampira, uzyskując w ten sposób nadnaturalne moce i dłuższe życie. Ghule stają się często sługami wampirów, ponieważ wypicie krwi uzależnia je od dawcy i tworzy więź wymuszającą całkowite posłuszeństwo.
W serii gier komputerowych Fallout, osadzonych w post-nuklearnym świecie science fiction, ghule to ludzie zmutowani w wyniku działania promieniowania.
W filmie Noc żywych trupów ghulami nazywano nieumarłych.
W Legacy of Kain ghule to bardzo pospolite dusze istot w spektralnym świecie, które żywią się innymi duszami. Jeśli Raziel zostanie przez nie zauważony, jest przez nie atakowany (jeśli czują się na siłach) lub uciekają ze strachu, jeśli będą zbyt słabe.
W grze Dragon Age: Początek ghulami nazywa się zwierzęta i rasy humanoidalne, które zostały skażone przez potwory zwane mrocznymi pomiotami. Przechodzą straszną transformację ciała, kierują się już nie rozumem a instynktem drapieżnika, roznosząc dalej zarazę mrocznego pomiotu. Popadają w obłęd i w końcu giną albo bardziej upodabniają się do pomiotów.
W mandze Tokyo Ghoul ghule przedstawione są jako istoty żywiące się ludzkim mięsem. Nie mogą one strawić żadnego ludzkiego jedzenia prócz kawy. Są wytrzymałe, posiadają specjalne moce (kagune). Zwykle starają się wtopić w otoczenie i żyć razem z innymi ludźmi. Polują na nich łowcy zwani „Gołębiami”.
Ghule pojawiają się także w serii Risen. Są to agresywne, skąpo odziane nieumarłe istoty. W pierwszej części potrafią posługiwać się prostą magią. Preferują mroczne miejsca, jaskinie i ruiny, choć można je spotkać niekiedy na powierzchni.
Ghule to jedno ze stworzeń w twórczości H.P. Lovecrafta. Są kanibalami.
W „Grobowcu tyrana”, książce z serii „Apollo i boskie próby” autorstwa Ricka Riordana główny antagonista, Tarkwiniusz jest panem wszystkich eurynomoi — ghuli, które obgryzają ciała zmarłych do kości; powstają wtedy szkieletowi wojownicy.